# Catherine Schleimer-Kill
Catherine Schleimer-Kill, född 1884, död 1973, var en luxemburgsk politiker.
Catherine Schleimer-Kill grundade 1924 Action féminine, som blev Luxemburgs representant i International Council of Women, som blev landets största kvinnoorganisation med lokalföreningar över hela landet. Sedan rösträtten redan hade införts, fokuserade kvinnorörelsen på frågan om kvinnors utbildning, yrkesmöjligheter, och gifta kvinnors omyndighet. Inför valet 1928 förberedde en lista på valkandidater, och Catherine Schleimer-Kill valdes till stadsrådet för Esch-sur-Alzette.